# GHI Bronx Tennis Classic 2000
Il GHI Bronx Tennis Classic 2000 è stato un torneo di tennis facente parte della categoria ATP Challenger Series nell'ambito dell'ATP Challenger Series 2000. Il torneo si è giocato a Bronx negli Stati Uniti dal 14 agosto 2000 su campi in cemento.

## Vincitori

### Singolare
Hyung-Taik Lee ha battuto in finale  Reginald Willems 6–4, 6–1

### Doppio
Petr Luxa /  Wesley Whitehouse hanno battuto in finale  Hyung-Taik Lee /  Yong-Il Yoon con il punteggio di 3–6, 6–3, 6–2